# Texocuictic
Texocuictic är en ort i Mexiko.   Den ligger i kommunen Ixtacamaxtitlán och delstaten Puebla, i den sydöstra delen av landet, 140 km öster om huvudstaden Mexico City. Texocuictic ligger 2 153 meter över havet och antalet invånare är 112.
Terrängen runt Texocuictic är huvudsakligen kuperad. Texocuictic ligger nere i en dal. Runt Texocuictic är det ganska tätbefolkat, med 65 invånare per kvadratkilometer. Närmaste större samhälle är Emiliano Zapata, 14,0 km sydväst om Texocuictic. I omgivningarna runt Texocuictic växer huvudsakligen savannskog.